# Grace Potter
Grace Evelyn Potter (Waitsfield, 20 giugno 1983) è una cantautrice e musicista statunitense.
Nota per aver la fondato nel 2002 il gruppo musicale Grace Potter and the Nocturnals, ha pubblicato il suo disco di debutto da solista Original Soul nel 2004. Potter e la sua band si sono separati nel 2015, poco prima dell'uscita del suo terzo album da solista Midnight. Il suo quarto disco, intitolato Daylight, è stato pubblicato nel 2019 e ha ricevuto due candidature ai Grammy 2021.
Nel 2011, Potter e Higher Ground hanno fondato il festival musicale Grand Point North a Burlington, nel Vermont.

## Discografia

### Album in studio
- 2002 - Red Shoe Rebel
- 2004 - Original Soul
- 2015 - Midnight
- 2015 - Daylight

## Riconoscimenti
- 2012 - Grammy Awards
  - Candidata come Miglior performance country di un duo o gruppo
- 2021 - Grammy Awards
  - Candidata come Miglior performance rock
  - Candidata come Miglior album rock